# Струмок Площанка
Струмок Площанка — річка  в Україні, у Мурованокуриловецькому й Могилів-Подільському  районах Вінницької області. Ліва притока Немиї  (басейн Дністра ).

## Опис
Довжина річки 7 км.

## Розташування
Бере  початок на північному сході від Лучинця. Тече переважно на південний захід і у Плоскому впадає у річку Немию, ліву притоку Дністра.